# Hermetia
Hermetia là một chi ruồi thuộc họ Stratiomyidae.

## Các loài
- Hermetia albipoda Woodley, 2001[9]
- Hermetia albitarsis Fabricius, 1805[11]
- Hermetia amboyna Woodley, 2001[9]
- Hermetia amsarii Adisoemarto, 1975[12]
- Hermetia anthidium James, 1967[13]
- Hermetia aurata Bellardi, 1859[14]
- Hermetia aurinotata Lindner, 1935
- Hermetia austeni Lindner, 1937[15]
- Hermetia bathae Woodley & Lessard, 2018[16]
- Hermetia beebei Curran, 1934[17]
- Hermetia bicolor (Walker, 1856)[18]
- Hermetia borneensis Brunetti, 1923[19]
- Hermetia brachygastropsis Fachin & Hauser, 2022[20]
- Hermetia branchystyla Yang, Zhang & Li, 2014[21]
- Hermetia brunettii Lindner, 1937[15]
- Hermetia callifera Lindner, 1928
- Hermetia ceria Williston, 1900[22]
- Hermetia ceriogaster Williston, 1888[23]
- Hermetia cerioides (Walker, 1858)[24]
- Hermetia chrysopila Loew, 1872[25]
- Hermetia cingulatus Greene, 1940[26]
- Hermetia comstocki Williston, 1885[27]
- Hermetia concinna Williston, 1900[22]
- Hermetia condor Lindner, 1951
- Hermetia confidens Adisoemarto, 1975[12]
- Hermetia conjuncta James, 1967[13]
- Hermetia cornithorax (Lindner, 1928)
- Hermetia crabro Osten Sacken, 1886[28]
- Hermetia currani Lindner, 1949[29]
- Hermetia eiseni Townsend, 1895[30]
- Hermetia femoralis (Lindner, 1937)[15]
- Hermetia flavimaculata Yang, Zhang & Li, 2014[21]
- Hermetia flavipes Wiedemann, 1830[31]
- Hermetia flavipes var. aeneipennis Giglio-Tos, 1893
- Hermetia flavoscutata Bigot, 1879[32]
- Hermetia formica Osten Sacken, 1886[28]
- Hermetia fulva Walker, 1854[33]
- Hermetia goncalvesi Albuquerque, 1955[34]
- Hermetia hauseri Lessard & Woodley, 2018[16]
- Hermetia hunteri Coquillett, 1909[35]
- Hermetia illucens (Linnaeus, 1758)[2]
- Hermetia impressa James, 1967[13]
- Hermetia inflata (Walker, 1858)[24]
- Hermetia itatiaiensis Lindner, 1973[36]
- Hermetia jamesi Lindner, 1977
- Hermetia laeta Meijere, 1904
- Hermetia laglaizei Bigot, 1887[37]
- Hermetia lativentris Bellardi, 1859[14]
- Hermetia malayana Brunetti, 1923[19]
- Hermetia melanderi James & Wirth, 1967[13]
- Hermetia melanogaster Yang, Zhang & Li, 2014[21]
- Hermetia myieriades Speiser, 1913[38]
- Hermetia nigra Meijere, 1916[39]
- Hermetia nigricornis James & Wirth, 1967[13]
- Hermetia olympiae Lessard & Woodley, 2018[16]
- Hermetia pahangensis Rozkošný & Kozánek, 2006[40]
- Hermetia pallidipes Hill, 1919[41]
- Hermetia palmivora James, 1972
- Hermetia pectoralis Wiedemann, 1824[42]
- Hermetia pennicornis Bezzi, 1908[43]
- Hermetia pterocausta Osten Sacken, 1886[28]
- Hermetia pulchra Wiedemann, 1830[31]
- Hermetia relicta Osten Sacken, 1886[28]
- Hermetia remittens Walker, 1859[44]
- Hermetia rufitarsis Macquart, 1846[45]
- Hermetia ryckmani James & Wirth, 1967[13]
- Hermetia samoensis Ricardo, 1929[46]
- Hermetia sexmaculata Macquart, 1834[47]
- Hermetia sphecodes Curran, 1934[17]
- Hermetia subpellucida James & Wirth, 1967[13]
- Hermetia teevani Curran, 1934[17]
- Hermetia transmaculata Yang, Zhang & Li, 2014[21]
- Hermetia virescens (Enderlein, 1914)[8]
- Hermetia virgata Lindner, 1949[29]
- Hermetia woodleyi Rozkošný, 2006[40]